# Taraganj
Taraganj (en bengali : তারাগঞ্জ) est une upazila du Bangladesh dans le district de Rangpur. En 1991, on y dénombrait 140 823 habitants.